# Kinotita
Kinotita (griechisch Κοινότητα (f. sg.), in lateinischer Umschrift auch Koinotita, Pl. K[o]inotites griechisch Κοινότητες) ist der griechische Begriff für eine Gebietskörperschaft der kommunalen Selbstverwaltung.

## Griechenland
Die Bezeichnung Kinótita κοινότητα im Sinn einer Landgemeinde als Gebietskörperschaft der ersten Stufe wurde 1912 in Griechenland mit der weitreichenden Gebietsreform nach dem Gesetz „Über Städte und Gemeinden“ der Regierung Eleftherios Venizelos eingeführt. Den Status Kinótita erhielten demnach Kleinstädte, Dörfer und Siedlungen mit einer Bevölkerung über „300 Einwohnern und einer Grundschule“. Ebenso konnten Siedlungen unabhängig ihrer Einwohnerzahl auf Antrag von mehr als 50 % der Wahlberechtigten den Status Kinótita erlangen, wenn sie entweder mit einer Grundschule ausgestattet waren oder aber ohne Grundschule über ein Einkommen von mehr als 2.000 Drachmen verfügten, oder zuvor bereits Gemeindesitz waren. Demgegenüber bildeten Präfekturhauptstädte und Städte über 10.000 Einwohner Gemeinden δήμος dímos. Die Gebietsreform hatte die Gründung einer großen Anzahl von Landgemeinden zur Folge. Durch die Eingliederung weiterer Gebiete in den griechischen Staat infolge der Balkankriege sowie Kretas erhöhte sich ihre Anzahl von ursprünglich 2.743 für die alten 16 Präfekturen gegenüber 1928 auf 4.990 Landgemeinden und 53 Gemeinden.
Im Zuge des Kapodistrias-Programms wurden 1998 fast sämtliche Kinótites aufgelöst und zu Dími zusammengefasst. In der Bevölkerung löste die Reform große Proteste aus, wodurch in einzelnen Fällen (z. B. Zoniana, Vrachasi) weiterhin Kinótites bestehen blieben.
Mit der Verwaltungsreform 2010 nach dem Kallikratis-Programm gingen die letzten verbliebenen Kinótites als Gemeindebezirk (δημοτικά ενότητα dimotiká enótita) in den nun noch größeren Dími auf. Ausnahme bildeten die beiden kleinen Inselgemeinden Agathonisi und Angistri, denen Dímos-Status zuerkannt wurde. Gleichzeitig wurden 2010 sämtliche vor 1998 bestehenden Kinótites, nun als Unterteilung der Dími, als Stadtbezirke (δημοτική κοινότητα dimotikí kinótita) oder im ländlichen Raum in Ortsgemeinschaften (τοπική κοινότητα topikí kinótita) wieder eingeführt und entsprechende örtliche Vertreter gewählt.
Mit dem Kleisthenis-I-Programm, das zum 1. September 2019 in Kraft trat, entfiel die Unterscheidung zwischen Dimotikí und Topikí Kinótita, sodass der Begriff Kinótita erneut eingeführt wurde. Die Kinótites wählten eigene Räte, aus deren Reihen in indirekten Wahl ein Vorsitzender (πρόεδρος próedros) gewählt wurde. Sie waren jedoch direkt von der Gemeinde abhängig, der sie angehörten.
| Einwohnerzahl | Mandate         |
| ------------- | --------------- |
| < 300         | nur Vorsitzende |
| 301–2.000     | 5               |
| 2.001–10.000  | 7               |
| 10.001–50.000 | 11              |
| > 50.000      | 15              |

Im Jahr 2021 ersetzte das Gesetz 4804 zu Bestimmungen der Wahl von Regional- und Kommunalbehörden («Εκλογή Δημοτικών και Περιφερειακών Αρχών και λοιπές διατάξεις.») den Begriff Kinótita zugunsten von Dimotiki Kinotita.

## Zypern
In der Republik Zypern besteht die Form der Koinotita als Landgemeinde. Dort bilden sie zusammen mit den Dimi als Stadtgemeinde die LAU-2-Ebene (Gemeindebegriff im deutschsprachigen Sinne) der zyprischen NUTS-Gliederung für die EU-Statistik.